# Solter iranensis
Solter iranensis is een insect uit de familie van de mierenleeuwen (Myrmeleontidae), die tot de orde netvleugeligen (Neuroptera) behoort. 
Solter iranensis is voor het eerst wetenschappelijk beschreven door Hölzel in 1967.